# Hodan Ahmed
Hodan Ahmed (tiếng Somalia: Hodan Axmed; tiếng Ả Rập: هودان أحمد) là một nhà hoạt động chính trị Somalia. Bà đã giúp thành lập Hiệp hội Nghị viện Phụ nữ Somalia, Quốc hội Liên bang chuyển tiếp Somalia, được thành lập bởi Quốc hội Liên bang Somalia. Cô đảm nhiệm chức vụ Cán bộ chương trình cao cấp tại Viện Dân chủ Quốc gia.

## Cuộc sống cá nhân
Ahmed được sinh ra ở Somalia. Sau khi bắt đầu cuộc nội chiến năm 1991, cô và gia đình di cư ra nước ngoài.
Ahmed sống một thời gian ở Ấn Độ. Sau đó cô học ở Kenya.
Năm 2003, cô trở lại Somalia, thăm lại thủ đô Mogadishu. Chuyến thăm của Ahmed đã truyền cảm hứng cho cô cống hiến sự nghiệp của mình để giúp xây dựng lại đất nước.

## Nghề nghiệp
Về chuyên môn, Ahmed ban đầu làm việc với Quỹ Dân số Liên Hợp Quốc và Viện trợ Nhân dân Na Uy. Sau đó, cô đã hoạt động riêng, nhằm vượt ra ngoài nhận thức về các vấn đề chính để tìm giải pháp chính trị bền vững cho quốc hội Somalia.
Năm 2009, trong các hội thảo do Viện Dân chủ Quốc gia (NDI) tổ chức, Ahmed đã kết hợp với các đại diện xã hội dân sự và phụ nữ Somalia khác thành lập Hiệp hội Nghị viện Phụ nữ Somalia (SOWPA). Đó là cuộc họp kín của phụ nữ đầu tiên trong Quốc hội Liên bang chuyển tiếp Somalia.
Năm 2010, Ahmed chính thức gia nhập NDI, nơi cô hỗ trợ chương trình củng cố lập pháp của Chính phủ Liên bang Somalia. Dự án cung cấp đào tạo cho các nghị sĩ nữ ở Somalia về các tiêu chuẩn và nghị định thư của quốc hội. Nó cũng tập hợp các nữ nghị sĩ và đại diện xã hội dân sự để biện hộ cho các vấn đề của phụ nữ. Những nỗ lực tập thể này đã giúp định hình các điều khoản trong Hiến pháp Liên bang mới, được thông qua vào tháng 8 năm 2012. Ahmed đồng thời cung cấp hỗ trợ cho các nhà lãnh đạo chính trị nữ để vận động đại diện chính trị. Những nỗ lực này lần lượt lên đến đỉnh điểm tại một điều khoản trong quy trình lộ trình chuyển tiếp của Somalia để dành ít nhất 30% số ghế cho phụ nữ trong Quốc hội Liên bang mới.
Dưới sự bảo trợ của Học bổng Andi Parhamovich của NDI, Ahmed năm 2013 đã làm việc được ba tháng tại Washington, DC. Cô đã phát triển một chương trình để trang bị cho phụ nữ những kỹ năng lãnh đạo cần thiết để tham gia vào chính trị Somalia và quá trình tái thiết sau xung đột. Trong quá trình học bổng, cô cũng đã gặp gỡ các nhà lập pháp Hoa Kỳ và nhân viên của họ, các tổ chức phụ nữ và giám đốc điều hành của Hội đồng Phụ nữ của Đại hội đồng Maryland để tìm hiểu các chiến lược hiệu quả để cải thiện sự gắn kết giữa các nghị sĩ nữ và các quan chức xã hội dân sự, bao gồm cả việc xác định lĩnh vực quan tâm chung và hình thành liên minh vận động. Trong số các hội nghị này có một bài phát biểu quan trọng của Ahmed vào tháng 4 năm 2013 tại Trung tâm lãnh đạo McDonough của Đại học Marietta, cũng như một bài phát biểu vào tháng sau tại Madeleine K. Albright Grant luncheon của NDI.
Vào tháng 6 năm 2013, Ahmed trở lại văn phòng NDI Somalia của mình để bắt đầu thực hiện chương trình của mình. Cô đang phát triển một sổ tay huấn luyện cho các nghị sĩ nữ Somalia về các chức năng cơ bản của chính phủ và các kỹ năng lãnh đạo. Cô cũng hy vọng sẽ tổ chức các hội thảo cho phụ nữ và đang nỗ lực cải thiện khả năng tiếp cận công bằng với các cơ hội đào tạo lập pháp.

## Giải thưởng
Năm 2013, Ahmed được trao học bổng Andi Parhamovich. Giải thưởng hàng năm được trao cho một phụ nữ trẻ đến từ NDI hoặc các tổ chức đối tác của nó ở 65 quốc gia khác nhau, những người củng cố thể chế dân chủ ở quốc gia của mình thông qua việc thúc đẩy sự tham gia của phụ nữ vào chính trị.

## liên kết ngoài
- NDI - Hodan Ahmed